# 凯莱门·佐尔坦
凯莱门·佐尔坦（匈牙利語：Kelemen Zoltán，1958年10月4日—），匈牙利男子竞技体操运动员。他曾获得1980年夏季奥运会体操比赛男子团体全能铜牌。他在该届奥运会也参加了数个个人小项，最好名次是男子鞍马的第19名。